# Виноделие в Португалии

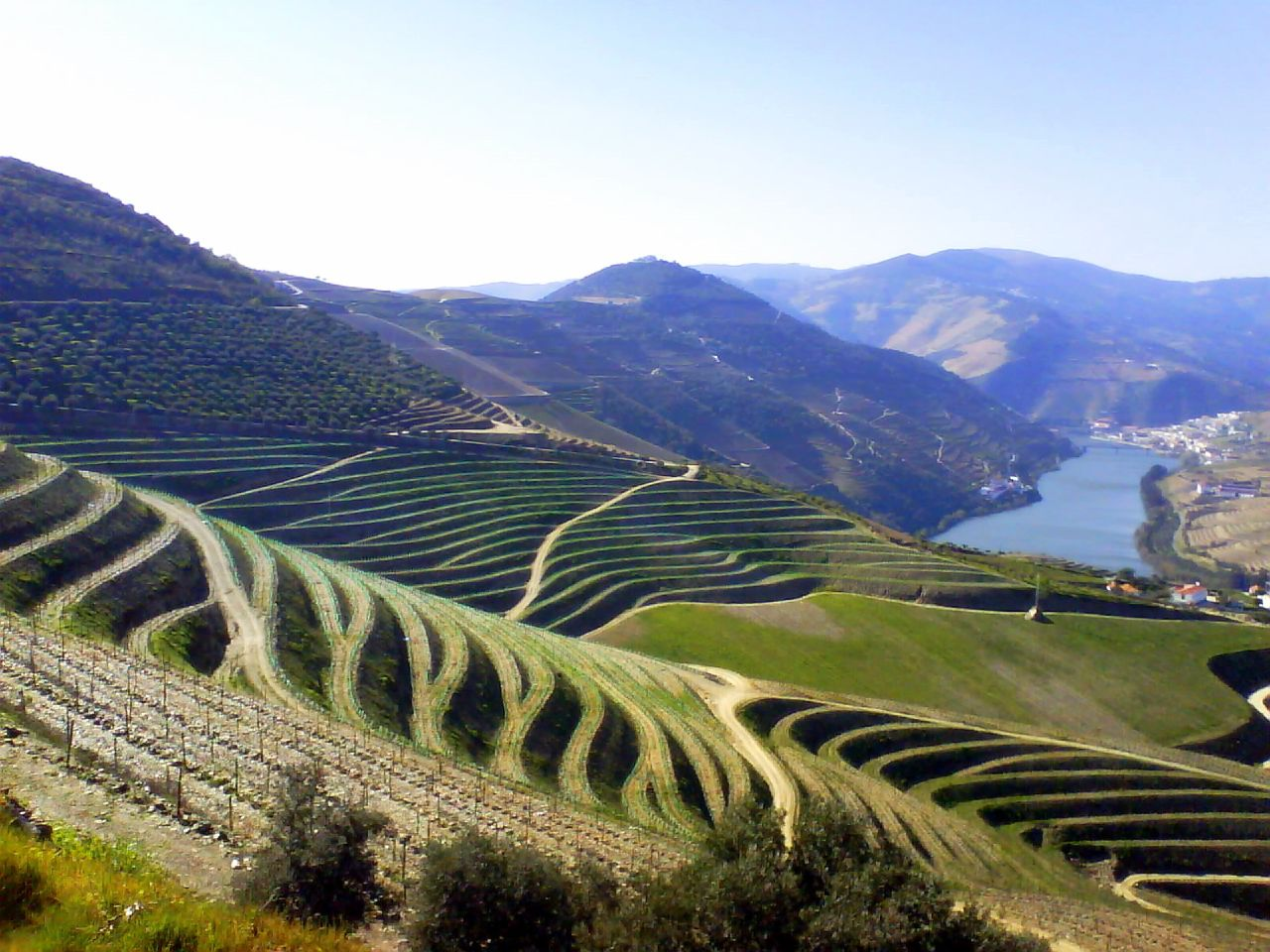
Виноградники региона Дору (вино)

Португальское виноделие долгое время ассоциировалось с креплёными винами — портвейном и мадерой. Начиная с XX века набирают популярность и прочие вина из Португалии. В особенности востребованы за рубежом лёгкие, молодые, слегка шипучие и, как правило, недорогие «зелёные вина» — винью-верде.
Винный туризм — постоянно растущая статья дохода португальской экономики. Винодельческий ландшафт Алту-Дору в 2001 году пополнил список Всемирного наследия ЮНЕСКО. Три года спустя к нему присоединился винодельческий ландшафт острова Пику. Виноградарство и виноделие в долине реки Дору регламентирует Институт вин Дору и Порту.

## История

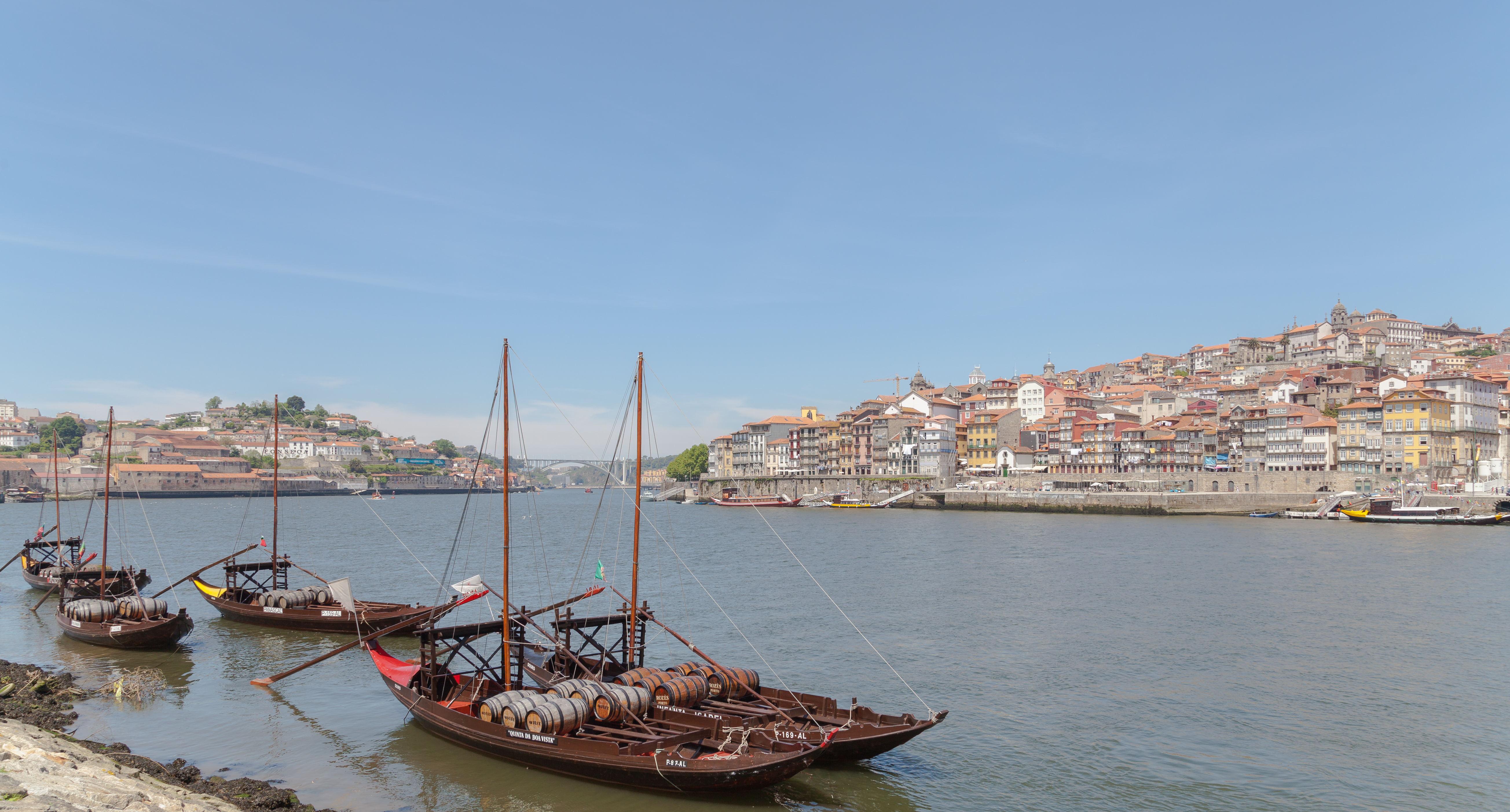
Рабелу — специальные лодки, на которых бочки с вином традиционно сплавлялись из региона Алту-Дору вниз по течению Дору, в порты Гая и Порту

Виноградные лозы возделывались на Пиренейском полуострове за 2000 лет до нашей эры, но виноделие появилось позже, с приходом финикийцев. Римляне, после завоевания полуострова, продолжили традицию выработки вина.
В период арабского владычества виноделие в течение долгих 400 лет — с VIII по XII века — находилось в упадке, так как употребление и производство алкоголя запрещены исламом. Вино продолжали делать лишь на севере Пиренейского полуострова, который оставался христианским.
Португальское вино начали вывозить в Англию с конца XII века, но ключевым для португальцев этот рынок стал после заключения Виндзорского договора 1386 года. Торговля с Англией прервалась в период испанского господства (с 1581 по 1640 годы).
По условиям договора 1703 года Португалия получила право беспошлинно ввозить свои вина в Англию, Шотландию и Ирландию, и в XVIII веке креплёные вина — портвейн и мадера — стали основной статьёй португальского экспорта. Кроме Британии, крупными рынками сбыта были Нидерланды и государства на территории современной Германии, а позднее США.
В 1756 году просвещённым правительством Помбала был издан закон, определявший границы района посадки винограда и подробно регламентировавший способ изготовления портвейна. Для надзора за качеством продукции маркиз де Помбал основал Всеобщую сельскохозяйственную компанию вин в Алту-Дору.
Континентальная блокада начала XIX века вновь заставила любителей французских вин в Англии переключиться на вина из Португалии. Начиная с 1870-х годов винодельческие регионы страны сильно пострадали от эпифитотии филлоксеры. Многие сорта навсегда исчезли, а некоторые винные регионы так и не оправились от удара.
В середине XX века по виноделию Португалии был нанесён ещё один удар — диктатор Салазар провёл ряд мер, которые заставили многих фермеров выращивать пшеницу вместо винограда. Вместе с тем семейная компания Sogrape к началу 1970-х годов завоевала американский рынок розовым вином Mateus, после чего заокеанские потребители стали обращать всё больше внимания на сухие и полусухие вина Португалии. К концу 1980-х более 40% винного экспорта Португалии приходилось на белые и розовые вина под маркой Mateus.
С вступлением в ЕС в 1986 году начался новый расцвет виноделия Португалии. Сельское хозяйство начало получать субсидии от Евросоюза, были введены защищённые наименования места происхождения товара, скопированные с французского AOC.
В XXI веке винодельческий сектор экономики Португалии продолжает подъём, хотя именно виноградарство немного отстаёт от опережающего его виноделия. На заброшенных виноградниках разыскиваются считавшиеся утерянными автохтонные сорта винограда, продолжаются генетические исследования по изучению происхождения известных сортов.

## Основные регионы виноделия
- Виньу Верде (Vinho Verde)
- Дору[англ.] (Vinho do Douro)
- Дан[англ.] (Dão)
- Байрада[англ.] (Bairrada)
- Алентежу (Alentejo)
- Кулареш (Colares)
- Мадейра (Madeira)

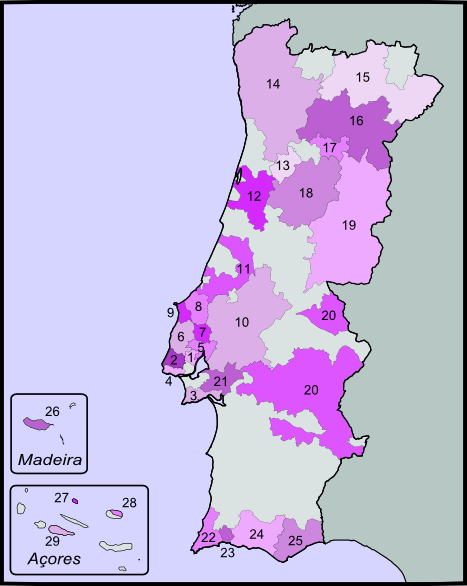
Карта винодельческих регионов Португалии

Португалия издавна славится своими креплёными десертными винами, в XIX веке составлявшими своеобразный квартет: в долине Дору делали портвейн, на острове Мадейра — мадеру, на полуострове Сетубал — тёмно-янтарные креплёные мускаты («Мушкатель де Сетубал»), а в Каркавелуше (северная окраина Лиссабона) — полусухие вина коньячного цвета, напоминающие херес. Впрочем, производство последних к концу XX века практически сошло на нет.

## Культивируемые сорта винограда
Португальские виноделы славятся своей приверженностью автохтонным сортам винограда, как то:
- Альвариньу (Alvarinho)
- Арагонеш (Aragonez)
- Аринту (Arinto)
- Баштарду (Bastardo)
- Виньян (Vinhão)
- Каштелан (Castelão)
- Серсиаль (Cercial)
- Фирнау Пиреш (Fernão Pires)
- Фолгазау (Folgazao)
- Лоурейру (Loureiro)
- Мальвазия Фина (Malvasia Fina) — высоко ценится виноделами, но не имеет отношения к подлинной (итальянской) мальвазии
- Сезан (Sezão / Sousão)
- Тинта Амарела (Tinta Amarela)
- Тинта Негра Моле (Tinta Negra Mole)
- Тоурига Франка (Touriga Franca)
- Тоурига Насьональ (Touriga Nacional) — «флагманский» сорт чёрного винограда, из которого вырабатывают наиболее долговечные красные вина
- Тражадура (Trajadura)
- Тринкадейра (Trincadeira)
- Вердельу (Verdelho)
- Вьюзиньу (Viosinho)

Из «большой пятёрки» винодельческих стран Европы именно в Португалии слабее всего позиции «международных» сортов винограда (как правило, французского происхождения: каберне-совиньон, совиньон-блан и т. п.). Из французских сортов чаще всего встречаются аликант Буше и семильон.

## Национальная классификация вин
- Vinho de Qualidade Produzido em Região Demarcada (VQPRD) = качественное вино, произведённое в указанном регионе[англ.]
- Indicação de Proveniência Regulamentada (IPR)